# Fulham Football Club 2013-2014
Questa voce raccoglie tutte le informazioni riguardanti il Fulham Football Club nelle competizioni ufficiali della stagione 2013-2014.

## Stagione

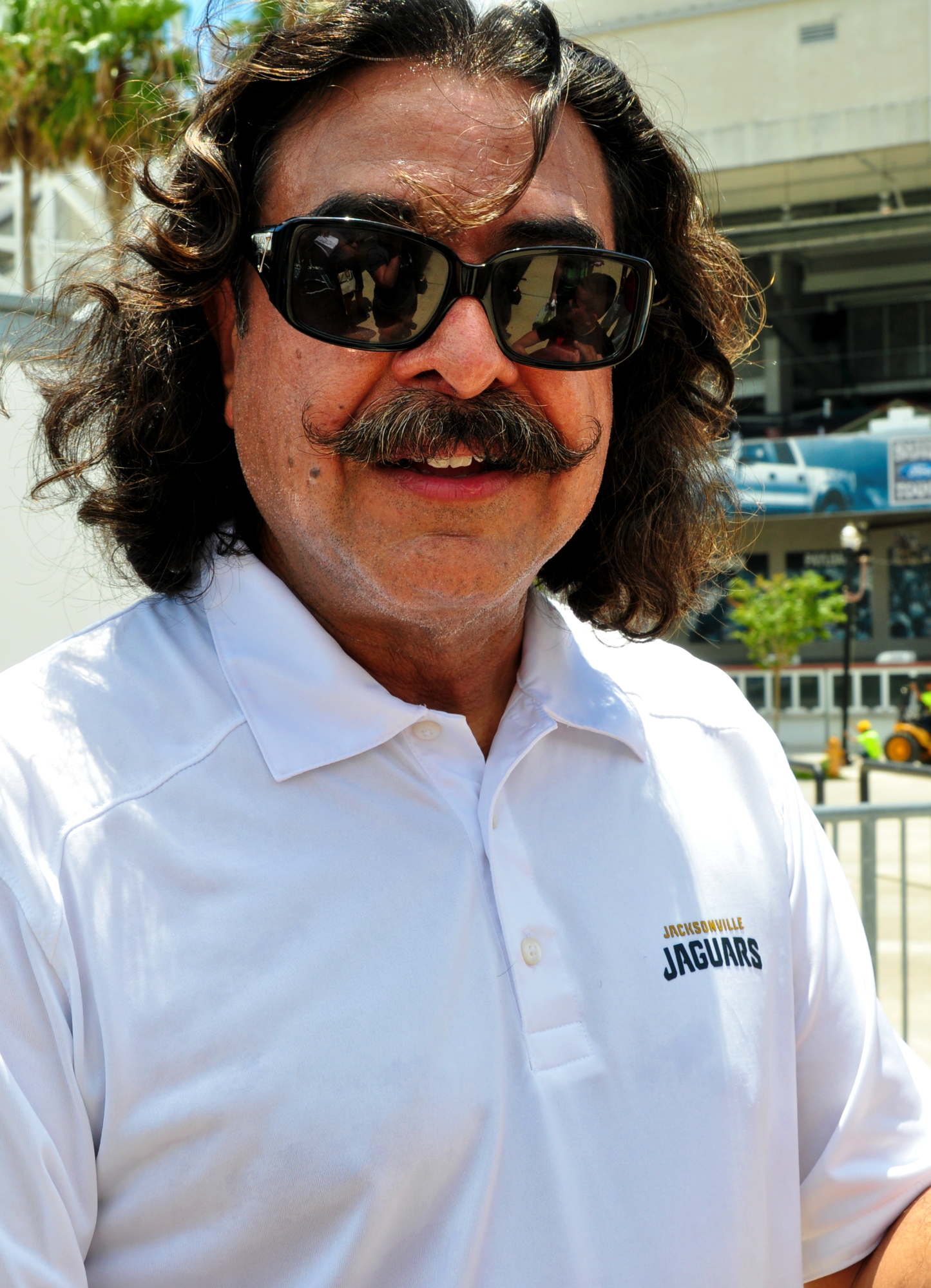
Shahid Khan, nuovo proprietario dei Cottagers.

La stagione 2013-2014 del Fulham in Premier League, vede un importante cambio societario. Nel luglio 2013, l'imprenditore pakistano Shahid Khan negoziò l'acquisto del club londinese dal suo precedente proprietario, Mohamed Al-Fayed. L'accordo fu finalizzato il 12 luglio 2013 per una cifra stimata attorno ai 150-200 milioni di dollari. È il 116º campionato professionistico per il club londinese.
Il tecnico Martin Jol viene esonerato il 1º dicembre 2013 dopo la sesta sconfitta consecutiva, il 3-0 contro il West Ham. Al suo posto arriva Renè Meulensteen, già vice allenatore con Martin Jol e assistente di Alex Ferguson ai tempi del Manchester United. La sua prima partita da tecnico del Fulham coincide con la sconfitta 2-1 contro il Tottenham il 4 dicembre, dove Dejagah realizza l'unico gol per la squadra di Meulensteen. Vince la sua prima gara pochi giorni dopo, l'8 dicembre, battendo l'Aston Villa per 2-0 con gol di Sidwell e Berbatov.
Il 14 febbraio 2014, viene licenziato Meulensteen, sostituito da Felix Magath.
Il Fulham retrocede in Championship in seguito alla sconfitta 4-1 contro lo Stoke City, dopo 13 anni trascorsi consecutivi in Premier.

## Maglie e sponsor
Lo sponsor tecnico del Fulham per la stagione 2013-2014 è Adidas che sostituisce così Kappa. Si tratta di un ritorno dopo 10 anni. Dal 1997 furono le tre strisce ad accompagnare i Cottagers nella rapida ascesa dalla terza alla massima serie. Come sponsor sulla maglie viene scelto Marathonbet, che sigla un contratto biennale.
La nuova maglia è caratterizzata da un profondo triangolo nero sul petto che fa da cornice al colletto a V. Altri dettagli neri sono le tre strisce lungo le maniche e i bordi. La trama della maglia è arricchita da una serie di V in leggero rilievo che seguono l'andamento di quella del colletto. Lo sponsor sulla maglia Marathonbet è l'unico tocco di rosso sul bianconero oltre allo stemma. Operando nel settore delle scommesse non comparirà sulle casacche vendute nelle taglie da ragazzo e bambino. I pantaloncini come da tradizione sono neri. Le tre strisce ai lati sono rosse, così come il logo adidas e gli inserti nella parte posteriore. I calzettoni sono in tinta con la maglia, ma le tre strisce sul risvolto ed il logo adidas sono rossi.

## Rosa
Rosa aggiornata al 16 agosto 2013.
| N. |                        | Ruolo | Calciatore             |
| -- | ---------------------- | ----- | ---------------------- |
| 1  | Paesi Bassi (bandiera) | P     | Maarten Stekelenburg   |
| 3  | Norvegia (bandiera)    | D     | John Riise             |
| 4  | Paesi Bassi (bandiera) | D     | John Heitinga          |
| 5  | Norvegia (bandiera)    | D     | Brede Hangeland ()     |
| 6  | Danimarca (bandiera)   | C     | William Kvist          |
| 7  | Inghilterra (bandiera) | C     | Steven Sidwell         |
| 8  | Svizzera (bandiera)    | C     | Pajtim Kasami          |
| 10 | Germania (bandiera)    | C     | Lewis Holtby           |
| 11 | Svezia (bandiera)      | C     | Alexander Kačaniklić   |
| 13 | Inghilterra (bandiera) | P     | David Stockdale        |
| 14 | Grecia (bandiera)      | C     | Giōrgos Karagkounīs    |
| 15 | Inghilterra (bandiera) | D     | Kieran Richardson      |
| 16 | Irlanda (bandiera)     | C     | Damien Duff            |
| 17 | Inghilterra (bandiera) | D     | Matthew Briggs         |
| 18 | Grecia (bandiera)      | A     | Konstantinos Mitroglou |

| N. |                        | Ruolo | Calciatore          |
| -- | ---------------------- | ----- | ------------------- |
| 19 | Inghilterra (bandiera) | C     | Ryan Tunnicliffe    |
| 20 | Colombia (bandiera)    | A     | Hugo Rodallega      |
| 22 | Montenegro (bandiera)  | D     | Elsad Zverotić      |
| 23 | Ghana (bandiera)       | C     | Derek Boateng       |
| 24 | Iran (bandiera)        | C     | Ashkan Dejagah      |
| 27 | Germania (bandiera)    | C     | Sascha Riether      |
| 28 | Inghilterra (bandiera) | C     | Scott Parker        |
| 32 | Stati Uniti (bandiera) | A     | Clint Dempsey       |
| 33 | Inghilterra (bandiera) | D     | Dan Burn            |
| 35 | Venezuela (bandiera)   | D     | Fernando Amorebieta |
| 36 | Portogallo (bandiera)  | C     | Mesca               |
| 38 | Filippine (bandiera)   | P     | Neil Etheridge      |
| 39 | Inghilterra (bandiera) | A     | Darren Bent         |
| 43 | Svezia (bandiera)      | A     | Muamer Tanković     |

## Calciomercato

### Sessione estiva
| Acquisti | Acquisti             | Acquisti           | Acquisti                 |
| R.       | Nome                 | da                 | Modalità                 |
| -------- | -------------------- | ------------------ | ------------------------ |
| P        | Maarten Stekelenburg | Roma               | definitivo (4 milioni £) |
| P        | Marcus Bettinelli    | Accrington Stanley | definitivo               |
| D        | Elsad Zverotić       | Young Boys         | definitivo               |
| D        | Sascha Riether       | Colonia            | definitivo (1.300.000 £) |
| D        | Fernando Amorebieta  | Athletic Bilbao    | definitivo               |
| C        | Derek Boateng        | Dnipro             | svincolato               |
| C        | Ange-Freddy Plumain  | Lens               | svincolato               |
| C        | Scott Parker         | Tottenham          | definitivo (3.500.000 £) |
| C        | Adel Taarabt         | QPR                | prestito                 |
| A        | Darren Bent          | Aston Villa        | prestito                 |

| Cessioni | Cessioni        | Cessioni     | Cessioni                 |
| R.       | Nome            | a            | Modalità                 |
| -------- | --------------- | ------------ | ------------------------ |
| P        | Mark Schwarzer  | Chelsea      | svincolato               |
| P        | Csaba Somogyi   |              | svincolato               |
| D        | Chris Baird     |              | svincolato               |
| D        | Alex Smith      | Swindon Town | definitivo               |
| C        | Simon Davies    |              | fine carriera            |
| C        | Tom Donegan     |              | svincolato               |
| C        | Kerim Frei      | Beşiktaş     | definitivo (3.150.000 €) |
| A        | Mladen Petrić   | West Ham Utd | definitivo               |
| A        | Corey Gameiro   | Sydney FC    | definitivo               |
| A        | James Musa      |              | svincolato               |
| A        | Richard Peniket | Tamworth     | definitivo               |

### Sessione invernale
| Acquisti | Acquisti               | Acquisti         | Acquisti                  |
| R.       | Nome                   | da               | Modalità                  |
| -------- | ---------------------- | ---------------- | ------------------------- |
| D        | John Heitinga          | Everton          | definitivo                |
| C        | Clint Dempsey          | Seattle Sounders | prestito                  |
| C        | William Kvist          | Stoccarda        | definitivo                |
| C        | Ryan Tunnicliffe       | Manchester Utd   | definitivo                |
| C        | Larnell Cole           | Manchester Utd   | definitivo                |
| C        | Lewis Holtby           | Tottenham        | definitivo                |
| A        | Konstantinos Mitroglou | Olympiacos       | definitivo (11 milioni £) |

| Cessioni | Cessioni          | Cessioni | Cessioni   |
| R.       | Nome              | a        | Modalità   |
| -------- | ----------------- | -------- | ---------- |
| D        | Philippe Senderos | Valencia | definitivo |
| D        | Aaron Hughes      | QPR      | definitivo |
| A        | Bryan Ruiz        | PSV      | prestito   |
| A        | Dimităr Berbatov  | Monaco   | prestito   |

## Risultati

### Premier League

#### Girone di andata
| Sunderland 17 agosto 2013 1ª giornata        | Sunderland | 0 – 1 referto | Fulham | Stadium of Light (43.905 spett.) |
| \| \| \| \| \| \| Marcatori \| 52’ Kasami \| |            |               |        |                                  |
|                                              |            |               |        |                                  |
|                                              | Marcatori  | 52’ Kasami    |        |                                  |

| Arbitro: | Webb |

|          |           |                              |
| Bent 77’ | Marcatori | 14’ Giroud 41’, 68’ Podolski |

| Newcastle upon Tyne 31 agosto 2013 3ª giornata | Newcastle Utd | 1 – 0 referto | Fulham | St James' Park (46.402 spett.) |
| \| \| \| \| \| Arfa 86’ \| Marcatori \| \|     |               |               |        |                                |
|                                                |               |               |        |                                |
| Arfa 86’                                       | Marcatori     |               |        |                                |

| Londra 14 settembre 2013 4ª giornata                      | Fulham    | 1 – 1 referto | West Bromwich | Craven Cottage (25.560 spett.) |
| \| \| \| \| \| Sidwell 22’ \| Marcatori \| 92’ McAuley \| |           |               |               |                                |
|                                                           |           |               |               |                                |
| Sidwell 22’                                               | Marcatori | 92’ McAuley   |               |                                |

| Arbitro: | Marriner |

|                     |           |  |
| Oscar 52’ Mikel 84’ | Marcatori |  |

| Arbitro: | Pawson (South Yorkshire) |

|          |           |                       |
| Ruiz 45’ | Marcatori | 12’ Caulker 90’ Mutch |

| Arbitro: | East |

|          |           |  |
| Bent 83’ | Marcatori |  |

| Londra 21 ottobre 2013 8ª giornata | Crystal Palace | 1 – 4 referto | Fulham | Selhurst Park (24.881 spett.) |

| Southampton 26 ottobre 2013 9ª giornata | Southampton | 2 – 0 referto | Fulham | St Mary's Stadium (38.631 spett.) |

| Arbitro: | Probert |

|                |           |                                       |
| Kacaniklic 65’ | Marcatori | 9’ Valencia 20’ van Persie 22’ Rooney |

| Arbitro: | Jones |

|                                                  |           |  |
| Amorebieta 23’ (aut.) Škrtel 26’ Suarez 36’, 54’ | Marcatori |  |

| Londra 23 novembre 2013 12ª giornata | Fulham | 1 – 3 referto | Swansea City | Craven Cottage (25.258 spett.) |

| Londra 30 novembre 2013 13ª giornata                              | West Ham Utd | 3 – 0 referto | Fulham | Upton Park (34.946 spett.) |
| \| \| \| \| \| Diamé 47’ Cole 82’ Joe Cole 88’ \| Marcatori \| \| |              |               |        |                            |
|                                                                   |              |               |        |                            |
| Diamé 47’ Cole 82’ Joe Cole 88’                                   | Marcatori    |               |        |                            |

| Arbitro: | Clattenburg |

|             |           |                          |
| Dejagah 56’ | Marcatori | 73’ Chiricheș 82’ Holtby |

| Londra 8 dicembre 2013 15ª giornata                               | Fulham    | 2 – 0 referto | Aston Villa | Craven Cottage (22.288 spett.) |
| \| \| \| \| \| Sidwell 21’ Berbatov 30’ (rig.) \| Marcatori \| \| |           |               |             |                                |
|                                                                   |           |               |             |                                |
| Sidwell 21’ Berbatov 30’ (rig.)                                   | Marcatori |               |             |                                |

| Arbitro: | Taylor |

|                                              |           |                     |
| Osman 18’ Coleman 73’ Barry 84’ Mirallas 90’ | Marcatori | 67’ (rig.) Berbatov |

| Arbitro: | Friend |

|                                   |           |                                            |
| Richardson 50’ Kompany 69’ (aut.) | Marcatori | 23’ Touré 43’ Kompany 78’ Navas 83’ Milner |

| Arbitro: | Moss |

|            |           |                       |
| Hooper 13’ | Marcatori | 33’ Kasami 87’ Parker |

| Arbitro: | Madley |

|                                                                   |           |  |
| Elmohamady 49’ Koren 60’, 84’ Boyd 63’ Huddlestone 67’ Fryatt 74’ | Marcatori |  |

#### Girone di ritorno
| Londra 1º gennaio 2014 20ª giornata                                  | Fulham    | 2 – 1 referto | West Ham Utd | Craven Cottage (25.335 spett.) |
| \| \| \| \| \| Sidwell 32’ Berbatov 66’ \| Marcatori \| 7’ Milner \| |           |               |              |                                |
|                                                                      |           |               |              |                                |
| Sidwell 32’ Berbatov 66’                                             | Marcatori | 7’ Milner     |              |                                |

| Fulham 11 gennaio 2014 21ª giornata                                                | Fulham    | 1 – 4 referto                        | Sunderland | Craven Cottage (25.564 spett.) |
| \| \| \| \| \| Sidwell 52’ \| Marcatori \| 29’, 69’, 85’ Johnson 41’ Sung-Yueng \| |           |                                      |            |                                |
|                                                                                    |           |                                      |            |                                |
| Sidwell 52’                                                                        | Marcatori | 29’, 69’, 85’ Johnson 41’ Sung-Yueng |            |                                |

| Arbitro: | Probert |

|                  |           |  |
| Cazorla 57’, 62’ | Marcatori |  |

| Swansea 28 gennaio 2014 23ª giornata                              | Swansea City | 2 – 0 referto | Fulham | Liberty Stadium (20.004 spett.) |
| \| \| \| \| \| Shelvey 61’ Berbatov 75’ (aut.) \| Marcatori \| \| |              |               |        |                                 |
|                                                                   |              |               |        |                                 |
| Shelvey 61’ Berbatov 75’ (aut.)                                   | Marcatori    |               |        |                                 |

| Fulham 1º febbraio 2014 24ª giornata                                    | Fulham    | 0 – 3 referto                         | Southampton | Craven Cottage (25.700 spett.) |
| \| \| \| \| \| \| Marcatori \| 64’ Lallana 70’ Lambert 75’ Rodriguez \| |           |                                       |             |                                |
|                                                                         |           |                                       |             |                                |
|                                                                         | Marcatori | 64’ Lallana 70’ Lambert 75’ Rodriguez |             |                                |

| Fulham 9 febbraio 2014 25ª giornata                                               | Manchester Utd | 2 – 2 referto        | Fulham | Old Trafford (74.966 spett.) |
| \| \| \| \| \| van Persie 78’ Carrick 80’ \| Marcatori \| 19’ Sidwell 94’ Bent \| |                |                      |        |                              |
|                                                                                   |                |                      |        |                              |
| van Persie 78’ Carrick 80’                                                        | Marcatori      | 19’ Sidwell 94’ Bent |        |                              |

| Arbitro: | Dowd |

|                                |           |                                                  |
| Touré 8’ (aut.) Richardson 50’ | Marcatori | 41’ Sturridge 20’ Coutinho 90'+1’ (rig.) Gerrard |

| Arbitro: | Dean |

|           |           |             |
| Vydra 81’ | Marcatori | 28’ Dejagah |

| Arbitro: | Clattenburg |

|              |           |                        |
| Heitinga 74’ | Marcatori | 52’, 65’, 68’ Schürrle |

| Arbitro: | Atkinson (West Yorkshire) |

|                                    |           |            |
| Caulker 45’ 67’ Riether 71’ (aut.) | Marcatori | 59’ Holtby |

| Arbitro: | Webb |

|             |           |  |
| Dejagah 68’ | Marcatori |  |

| Arbitro: | Moss |

|                                                                  |           |  |
| Touré 26’ (rig.), 54’ (rig.), 65’ Fernandinho 84’ Demichelis 88’ | Marcatori |  |

| Arbitro: | Taylor |

|             |           |                                                |
| Dejagah 71’ | Marcatori | 50’ (aut.) Stockdale 79’ Mirallas 87’ Naismith |

| Arbitro: | Probert |

|                                  |           |             |
| Paulinho 35’ Kane 48’ Kaboul 62’ | Marcatori | 37’ Sidwell |

### FA Cup
| Arbitro: | Pawson |

|               |           |          |
| Snodgrass 35’ | Marcatori | 37’ Bent |

| Arbitro: | Mason |

|                                  |           |  |
| Bent 16’ Dejagah 41’ Sidwell 68’ | Marcatori |  |

| Arbitro: | Marriner |

|            |           |               |
| Porter 31’ | Marcatori | 75’ Rodallega |

| Arbitro: | Swarbrick |

|  |           |             |
|  | Marcatori | 120’ Miller |

### Football League Cup
| Burton upon Trent 27 agosto 2013 2º turno    | Burton Albion        | 2 – 2 (d.t.s.) | Fulham | (4.002 spett.) |
| \| \| \| \| \| \| Tiri di rigore 4 – 5 \| \| |                      |                |        |                |
|                                              |                      |                |        |                |
|                                              | Tiri di rigore 4 – 5 |                |        |                |

| Arbitro: | Atkinson |

|                       |           |              |
| Berbatov 54’ Bent 68’ | Marcatori | 12’ Naismith |

| Leicester 29 ottobre 2013 4º turno | Leicester City | 4 – 3 | Fulham | (17.937 spett.) |